# 5781 (année hébraïque)
5781 (hébreu : ה'תשפ"א , abbr. : תשפ"א) est une année hébraïque qui a commencé à la veille au soir du 19 septembre 2020 et s'est finie le 6 septembre 2021. Cette année a compté 353 jours. Ce fut une année simple dans le cycle métonique, avec un seul mois de Adar. Ce fut la sixième année depuis la dernière année de chemitta.
En l'an 5781, l'État d'Israël a fêté ses 73 ans d'indépendance.

## Calendrier
Ce calendrier hébraïque de l'année 5781 donne les correspondances avec les dates du calendrier grégorien.
Le premier nombre dans chaque case correspond au jour du mois hébraïque. Les jours en couleurs sont des jours remarquables juifs ou israéliens.
| ◄◄ | 5781 | ►► |

## Événements
- Marée noire de 2021 en Israël
- Élections législatives israéliennes de 2021
- Bousculade du mont Méron
- Crise israélo-palestinienne de 2021
- Élection présidentielle israélienne de 2021

## Décès
- Yehoshua Kenaz
- Yehoshua Blau
- Jonathan Sacks
- Meshoulam David Soloveitchik
- Abraham J. Twerski
- Arieh Gamliel
- Yehochoua Zuckerman

5776 - 5777 - 5778 - 5779 - 5780 - 5781 - 5782 - 5783 - 5784 - 5785 - 5786